# Ladomirová
Ladomirová est un village de Slovaquie situé dans la région de Prešov.

## Histoire
Première mention écrite du village en 1414.

## Démographie

### Évolution de la population
| Année:               | 1994. | 2004.    | 2014.    | 2024.   |
| -------------------- | ----- | -------- | -------- | ------- |
| Nombre de personnes: | 775   | 858      | 1016     | 1064    |
| Différence:          |       | +10,70 % | +18,41 % | +4,72 % |

| Année:               | 2023. | 2024.   |
| -------------------- | ----- | ------- |
| Nombre de personnes: | 1061  | 1064    |
| Différence:          |       | +0,28 % |